# (1039) Зоннеберга
(1039) Зоннеберга (нем. Sonneberga) — астероид главного пояса. Он был открыт 24 ноября 1924 года немецким астрономом Максом Вольфом в обсерватории Хайдельберг в Германии и назван в честь Зоннебергской обсерватории в Германии.

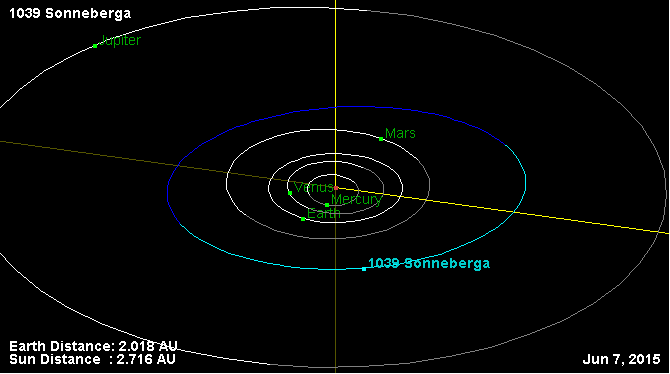
Орбита астероида Зоннеберга и его положение в Солнечной системе